# 蘭茜·艾靈臣
琳賽·艾琳森（英語：Lindsay Marie Ellingson，1986年11月19日—），生於美國加州，美國超级名模，前Victoria's Secret 天使。

## 簡介
琳賽有芭比娃娃般甜美的精緻美貌，一雙眼角微微下垂的精靈般的大眼睛令人聯想到崔姬，曾經為維多利亞祕密的天使成員。
1986年11月19日出生於美國加州聖地亞哥的琳賽，擁有美國加州大學聖迪牙哥分校修讀生物學的高學歷。2004年10月首次登上巴黎時裝週，並為Christian Dior、John Galliano和Lanvin，3大重量級品牌做開場模特兒。當年才18歲的她，身為一個新人模特卻有如此機會，實在令人震驚。可惜近年來在高端時尚界鮮少有代表作。
琳賽不僅走紅秀場，更是各大時尚雜誌的寵兒。琳賽2011年，更獨挑大梁為維多利亞的秘密拍攝廣告，並由《變形金剛3》導演麥可·貝掌鏡，片中撩人到不行的誘惑場面，深深擄獲了每個男人的心，也再次讓這位加州天使人氣飆升。
2014年7月，她和交往多年的男友Sean Clayton結婚。
2014年與維多利亞的秘密合約到期, Lindsay 表示之後若有邀約仍十分樂意為該品牌走秀。目前Lindsay專注於美妝品牌Wander Beauty的發展。